# 金井陽子
金井 陽子（かない ようこ、1969年8月11日 - ）は、テレビ大分の報道記者。元同局のアナウンサーである。
大分県大分市出身。大分大学卒業後、1993年4月1日にテレビ大分に入社。アナウンサー時代には、ニュース番組のキャスターを務めていた。2003年3月31日から、記者を務めている。

## アナウンサー時代の担当番組
- ニュースインおおいた（最終キャスター）
- TOSザ・ヒューマン（キャスター）
- TOSスーパーニュース[1]（初代キャスター）